# بنيقة
البَنِيْقة هي قطعة قماش مثلثة الشكل أو شبه معينة تُزاد على الثوب أو الحذاء لتوسيعه أو تقويته. استخدمت البنائق عند الكتفين والإبطين وحواشي القمصان التقليدية والقميصات المصنوعة من الكتان لملاءمة الملابس على الجسم.